# Most Lupu
Most Lupu (poenostavljena kitajščina: 卢 浦 大桥; tradicionalno kitajsko: 盧 浦 大橋; pinjin: Lúpǔ Dàqiáo) je ločni most z lokom nad prekladno konstrukcijo čez reko Huangpu v Šanghaju, na Kitajskem, ki povezuje mestni okrožji Luwan in Pudong. Je drugi najdaljši jekleni ločni mostu na svetu, za mostom Chaotianmen v Chongqingu. Most ima skupno dolžino 3900 m vključno pristopom in je bil odprt 28. junija 2003. Glavna struktura mostu je dolga 750 m, vključno z dvema stranskima razpetinama po 100m na vsaki strani in glavnim razponom 550 metrov. Je 32 metrov  daljši kot prejšnji rekorder z najdaljšim lokom čez sotesko New River v Fayetteville, Zahodna Virginia. Stal 2,5 milijarde juanov (US $ 302.000.000) , vključno z US $ 78,04 samo za jekleno strukturo. Nahaja se v bližini nekdanjega Expo 2010 in je služil kot osrednja točko na svetovni razstavi v Šanghaju.
Most Lupu je ena od ikon mesta Šanghaj.

## Ime
Ime mostu Lupu je kratica dveh okrajev v Šanghaju, ki ju povezuje, od katerih je eden zdaj ukinjen. Na severnem bregu reke se uporablja ime okrožje Luwan, je zdaj del okrožja Huangpu  Okrožje na južnem bregu reke je Novi Pudong. Ime mostu sledi iz načina poimenovanja treh prejšnjih mostov čez reko Huangpu in sicer Nanpu (Nanshi-Pudong), YangPu (Yangpu-Pudong) in Xupu (Xuhui-Pudong).

## Zgodovina
Most je predvidel zmanjšanje preobremenjenosti med hitro razvijajočimi območji v južnem Puxi, kot tudi za pomoč pri pričakovanem povečanju prometa v času Expo 2010. Lokacija Expo 2010 je na vzhodu mostu Lupu na strani Puxi in na obeh straneh mostu na strani Pudong.
Gradnja se je začela oktobra 2000 z uporabo metode konzolne gradnje in začasne konstrukcije s poševnimi zategami. Uporabljeno je bilo več kot 35.000 ton jekla. Lok mostu je bil sklenjen 7. oktobra 2002. 
Otvoritvena slovesnost je potekala 27. junija 2003, pri njej je sodelovala skupina tekačev vključno z Yao Mingom, ki so prvi prečkati most. Most je bil odprt za promet vozil naslednji dan.
V letu 2009 je most Lupu izgubil naziv najdaljšega ločnega mostu na svetu. Najdaljši je za 2 m postal most Chaotianmen v Chongqing. 

## Cestne povezave
Most ima 6 prometnih pasov (tri v vsaki smeri).  Od Pudonga vozniki lahko dostopajo do mostu Lupu po rampi sever-jug zahodno od Yaohua ali proti severu na Jiyang Road. Rampa sever-jug se dejansko konča takoj za mostom in postane Jiyang Road, brez rampe za vzhodni del Yaohua Road. 
Na strani Puxi takoj severno od mostu, rampa sever-jug seka Inner Ring Road, drugo veliko nadvišano avtocesto v Šanghaju, ki tvori krožišče z Luban Road. 

## Kritike
Izgradnja ločnega mostu je delovala kot potratna glede na dodatne stroške, povezane z gradnjo te vrste mostov. Drugi modeli, ki so bili cenejši v naravi niso bili v prid dražjemu in so bili zavrnjeni. Most Lupuje postal prvi ločni mostu čez reko Huangpu v Šanghaju in mnogi menijo, da je njegova zasnova lepa predstava za mesto.

## Turistična atrakcija
Most Lupu je priljubljena turistična atrakcija ob reki Huangpu. Most sam je pravzaprav tudi atrakcija, saj se turisti lahko povzpnejo na razgledišče na vrhu mostu. Privlačnost je znana kot Šanghajsko vzpenjanje in obsega vožnjo z dvigalom visoke hitrosti od tal mostu, nato plezanje po 367 stopnicah na veliki višini vzdolž loka mosta do vrha. Vhod za obiskovalce se nahaja na Luban Road, na Puxi strani mostu. Na vrhu se ponuja čudovit razgled na Šanghaj in mesto Expo 2010.

## Nagrade
Ločni most Lupu v Šanghaju na Kitajskem je prejel nagrado 2008 IABSE Outstanding Structure Award  za "lebdeč škatlast ločni most z rekordnim razponom, čiste impresivne linije in inovativno uporabo stranskih razponov loka in prekladne konstrukcije, ki se upre usmeritvi glavnega loka".